# My Little Pony: Equestria Girls – Spring Breakdown
My Little Pony: Equestria Girls – Pânico nas Férias (My Little Pony: Equestria Girls – Spring Breakdown na versão original) é uma série animada como especial de televisão estadunidense e canadense de 2019, baseado na franquia do mesmo nome, da websérie Digital Series e um spin-off da série animada de My Little Pony: A Amizade É Mágica da Hasbro. Considerado o terceiro especial de uma hora. O especial tem 44 minutos de duração e a sequência de My Little Pony: Equestria Girls – Rollercoaster of Friendship. Nos Estados Unidos, foi exibido no dia 30 de março de 2019 no canal Discovery Family. No Brasil, foi exibido no dia 14 de abril de 2019 no canal Discovery Kids.

## Enredo
A história segue as garotas, que fazem um cruzeiro de luxo para as férias de primavera, mas a magia rebelde arrisca os passageiros do navio e forçam Sunset Shimmer, Twilight Sparkle e Rainbow Dash a visitarem Equestria em busca de ajuda da Princesa Twilight".

## Produção
O teaser trailer do especial foi anunciado no painel de San Diego Comic-Con 2018 e estava programada para lançamento no início de 2019.

## Transmissão
Spring Breakdown estreou no Discovery Family dos Estados Unidos em 30 de março de 2019. No Brasil estreou em 14 de abril de 2019 no dia de domingo, às 12:09 no canal Discovery Kids. No YouTube, estreou entre 12 de abril a 17 de maio de 2019.

### Episódios
| # | Título               | Exibição original   |
| - | -------------------- | ------------------- |
| 1 | Bon Voyage           | 12 de abril de 2019 |
| 2 | Sea Legs             | 19 de abril de 2019 |
| 3 | Tropical Depression  | 26 de abril de 2019 |
| 4 | Friend Overboard     | 3 de maio de 2019   |
| 5 | Hoofin' It           | 12 de maio de 2019  |
| 6 | That Sinking Feeling | 17 de maio de 2019  |